# ادیت جانسون
ادیت جانسون (انگلیسی: Edith Johnson؛ ۱۰ اوت ۱۸۹۴ – ۶ سپتامبر ۱۹۶۹) یک هنرپیشه دوره صامت اهل ایالات متحده آمریکا بود. وی در بین سال‌های ۱۹۱۳ تا ۱۹۲۴ در ۶۶ فیلم نقش‌آفرینی کرد